# Montserrat Seijas Patiño
Montserrat Seijas Patiño (La Corunya, maig de 1968) és una advocada i política balear, diputada al Parlament de les Illes Balears en la IX legislatura.
Llicenciada en dret per la UNED i la Universitat de La Corunya. Ha treballat d'auxiliar de clínica, cuidant malalts d'Alzheimer, i en cures pal·liatives. També ha treballat per a una enginyeria i finalment com a assessora jurídica i financera. El 2012 es va casar amb un menorquí i es va establir a Ciutadella de Menorca.
En gener de 2015 fou nomenada secretària general de Podem a Ciutadella de Menorca. Designada cap de llista de Podem a Menorca, fou escollida diputada a les eleccions al Parlament de les Illes Balears de 2015. És secretària de la comissió d'assumptes socials i drets humans i de la comissió de l'estatut dels diputats i les diputades.